# Райшер, Саломея
Саломея Райшер (нем. Salome Reischer; 19 февраля 1899—1980) — австрийская шахматистка, международный мастер (1952) среди женщин.
Трёхкратная чемпионка Австрии (1950, 1952 и 1954). Участница двух турниров за звание чемпионки мира (1937, Стокгольм — 17—20-е и 1939, Буэнос-Айрес — 14—15-е места), турнира претенденток (1952) и зонального турнира (1954, Херцег-Нови).
Эмигрировала в Палестину, потом в США, после возвращения семейного имущества вернулась в Вену.